# Giovanni Battista Marieni
Giovanni Battista Marieni (Bergamo, 14 giugno 1858 – Bergamo, 17 agosto 1933) è stato un generale italiano, particolarmente distintosi come ufficiale nel corso della guerra italo-turca e durante la prima guerra mondiale. In quest'ultimo conflitto fu comandante del genio III Corpo d'armata, del Servizio Aeronautico e del genio militare, distinguendosi nel corso della battaglia del solstizio e in quella di Vittorio Veneto. Decorato con la Croce di Commendatore dell'Ordine militare di Savoia fu Sindaco di Bergamo tra il 1920 e il 1921 e poi Presidente dell'Associazione italiana di Aerotecnica.

## Biografia
Nacque a Bergamo il 14 giugno 1858, figlio di Giuseppe, intendente di finanza, ed Enrichetta Frechiami. Laureatosi in ingegneria decise di arruolarsi nel Regio Esercito ed iniziò a frequentare la Regia Accademia di Artiglieria e del Genio di Torino, uscendone assegnato all'arma del genio  in qualità di sottotenente.
Durante la fasi successive al terremoto di Casamicciola (23 luglio 1883) si distingue per "atti di coraggio" durante i soccorsi prestati alla popolazione civile, tanto da venire decorato con una Medaglia d'argento al valor civile.
Promosso capitano nel 1887, fu assegnato all'Insegnamento della fortificazione presso la Regia Accademia Militare di Fanteria e Cavalleria di Modena, ricoprendo questo ruolo tra il 1891 e il 1896. In seguito fu assegnato all'Ispettorato Generale del Genio, con il compito di seguire le costruzioni delle nuove caserme di fanteria e di studiare le fortificazioni della frontiera.
Ideatore e realizzatore della prima caserma di fanteria costruita secondo i nuovi criteri ne pubblicò la monografia e quindi l'opuscolo "Le Caserme di Fanteria" al fine di facilitare la soluzione del problema dell'acquartieramento, dovuto all'eccezionale aumento degli effettivi dell'esercito.
Nel 1900 si sposò con la signorina Maria Teresa Saredo da cui ebbe due figli, Marcello (1906-Bergamo 11 ottobre 1917) ed Alessandro (1909-1992). Promosso maggiore nel 1902, assunse il comando del Battaglione zappatori del Genio di Roma.
Divenuto tenente colonnello ricoprì l'incarico di sotto-direttore del genio a Brescia con il compito di sovraintendere alla costruzione delle nuove fortificazioni in quel territorio, e quindi richiamato presso l'Ispettorato Generale del Genio divenne capo ufficio dell'Ispettore delle Costruzioni.
Promosso colonnello nel 1912, fu mandato presso la Direzione del genio di Bologna; ma poco dopo il Ministro della Guerra Paolo Spingardi lo designò come Comandante del genio della Tripolitania, assegnandogli il compito di provvedere urgentemente alla definitiva sistemazione della nuova colonia e alla costruzione di tutte le opere militari e civili.
Rimase in Tripolitania oltre due anni sovraintendendo alla sistemazione stradale dalla zona costiera all'interno, principalmente di quella dell'altopiano del Garian, e alla definitiva sistemazione difensiva dei campi trincerati di Tripoli e di Homs.
Rientrato in Patria nel 1914 fu subito inviato a realizzare fortificazioni alla frontiera italo-austriaca. Dopo l'entrata in guerra del Regno d'Italia, avvenuta il 24 maggio 1915, assunse il comando del genio del III Corpo d'armata, e venne promosso maggior generale nell'ottobre dello stesso anno per avere brillantemente diretto operazioni di conquista nelle Valli Giudicarie.
Nel 1916 il generale Luigi Cadorna lo nominò comandante dell'Aeronautica italiana, con il compito di avviare un massiccio programma di costruzioni aeronautiche di guerra, riguardante aerei, dirigibili, motori, munizioni, bombe, scuole di volo e qualsiasi altra cosa poteva  servire al potenziamento dell'aeronautica militare.
Promosso tenente generale nel marzo 1917, mantenne questo incarico fino a dopo l'esito nefasto della battaglia di Caporetto, ottenendo lusinghieri risultati. Il 28 ottobre dello stesso anno fu nominato comandante generale del genio militare, provvedendo immediatamente alla realizzazione della linea difensiva sul Piave e sul massiccio del Grappa e predispose gli allagamenti dal Mincio al mare. Fece realizzare itinerari indipendenti per assicurare i rifornimenti alle varie Armate del Regio Esercito e quelli di rientro verso le retrovie. Vennero costruiti 140 ponti militari gettati sui fiumi Sile, Brenta, Bacchiglione, Adige, sul Po e sui canali di collegamento, rinforzando nel contempo i ponti permanenti sui predetti fiumi e sui numerosi canali, permettendo così il transito delle artiglierie di grosso calibro. Dopo l'esito positivo della battaglia del solstizio il Comando Supremo concepì quella che doveva essere l'offensiva finale, chiedendogli di progettare e realizzare nuovo materiale da ponte al fine di oltrepassare il corso del Piave. Nel novembre 1918 l'esercito italiano attaccò a sfondò la linea difensiva nemica nelle giornate gloriose della battaglia di Vittorio Veneto che costrinsero l'Impero austro-ungarico a chiedere, e successivamente a firmare, l'armistizio con le potenze Alleate.
Già il 3 novembre 1918, il giorno prima dell'entrata in vigore dell'armistizio, presentò un progetto per il ripristino di tutte le opere distrutte, sia nelle terre liberate che in quelle redente che, per cause ignote, non fu mai preso in considerazione. Resosi conto che era urgentissimo ripristinare gli argini dei fiumi veneti prima che arrivassero le piene primaverili propose insistentemente, ed ottenne, di assumere direttamente la direzione dei lavori, mentre procedevano gli accordi tra il Comando Supremo e il Governo per gli altri lavori di ripristino. Tale, veramente ciclopico, lavoro della ricostruzione degli argini dei fiumi fu portato a termine a tempo di record.
Decorato con la Croce di Commendatore dell'Ordine militare di Savoia, fu messo in aspettativa nel 1920, e ricoprì l'incarico si Sindaco di Bergamo tra la fine di quell'anno e l'inizio del 1921. Nel luglio 1924 fu nominato Presidente dell'Associazione italiana di Aerotecnica, e ritiratosi a vita privata si spense nella sua villa sui colli bergamaschi il 17 agosto 1933. La salma fu successivamente tumulata, con tutti gli onori militare, presso il Tempio dei Caduti di via Sudorno l'8 novembre 1934.

### Annotazioni
1. ↑  Tra i suoi antenati vi erano Giuseppe Marieni, Comandante di Battaglione del Genio di Napoleone I durante la Campagna di Russia (1812), ed il grande geodeta Giacomo Marieni, che fu generale del genio dell'Imperiale e regio esercito austro-ungarico.
2. ↑  La caserma Passalacqua di Novara.
3. ↑  Si trattava dell'ultima discendente di una nobile famiglia ligure di origine spagnola.
4. ↑  A lui si devono le principali opere della Valtellina, della Val Camonica e della Valle del Chiese.
5. ↑  In questo periodo si ebbe il grande sviluppo nella costruzione delle fortificazioni sul confine con l'Impero austro-ungarico e della piazzaforte di Venezia.
6. ↑  Questi due campi trincerati permisero di conservare l'occupazione della Libia, nonostante lo sfacelo militare e civile della colonia negli 1915-1916. A lui si deve in particolare anche la soluzione del difficile problema idrico della Tripolitania.

### Fonti
1. 1 2 3 4 5 6  Mancini 1936, p. 425.
2. 1 2 3 4  Mancini 1936, p. 426.
3. 1 2 3 4 5 6 7 8 9 10 11 12 13 14 15 16 17 18  Marieni Saredo.
4. ↑   L'Aerotecnica: giornale ed atti dell'"Associazione italiana di aerotecnica.", Volumi 34-35, su books.google.it. URL consultato il 19 agosto 2016.
5. ↑  Ufficio Storico dell'Aeronautica Militare 1969, p. 126.
6. ↑  Bollettino Ufficiale 1923, dispe,32, pag.1673.
7. ↑   Bollettino ufficiale delle nomine, promozioni e destinazioni negli ufficiali e sottufficiali del R. esercito italiano e nel personale dell'amministrazione militare, 1920,  p. 50. URL consultato l'8 dicembre 2020.